# اس‌ام یو-۴۷ (آلمان)
اس‌ام یو-۴۷ (آلمان) (به انگلیسی: SM U-47 (Germany)) یک زیردریایی بود که طول آن ۶۵ متر (۲۱۳ فوت) و ارتفاع آن ۸٫۷ متر (۲۹ فوت) بود. این زیردریایی در سال ۱۹۱۶ ساخته شد.